# Sensation im Savoy
Sensation im Savoy ist ein parodistisch angehauchter, deutscher Kriminalfilm aus dem Jahre 1950 von Eduard von Borsody mit Sybille Schmitz, Paul Klinger und Karl Schönböck in den Hauptrollen. Produzent Karl Georg Külb, der auch das Drehbuch verfasste, lieferte dazu die Bühnenvorlage Sensation in Budapest. 

## Handlung
Der Bankier Bradt ist ermordet worden. Der Mann galt als notorischer Frauenheld und war zuletzt mit der geheimnisvollen, mondänen Vera Gordon zusammen. Die elegante Frau gerät sogleich in den Verdacht, die Täterin zu sein, denn Frau Gordon ist die Besitzerin der Tatwaffe, und außerdem wurde neben der Leiche Bradts einer ihrer Ohrringe gefunden. Vera gerät in Panik und flieht überstürzt mit Hilfe zweier Verehrer, dem aufrechten Andreas Behrend und dem zwielichtigen René Rocan, der sie begleitet, nach Paris. 
Der die Ermittlungen leitende deutsche Kriminalkommissar Haberkorn bleibt ihr jedoch dicht auf der Spur und kann sie schließlich im Edelhotel Savoy aufspüren. Wieder versucht Vera zu fliehen. Bald aber kommen Zweifel an Frau Gordons Schuld auf. Vor Gericht rekonstruiert der Untersuchungsrichter die wahren Abläufe des Mordfalles. Plötzlich stellt sich der Fall vollkommen anders dar. Es zeigt sich, dass ein falscher Maharadscha und sein Diener die Täter sind.

## Produktionsnotizen
Sensation im Savoy entstand im Spätfrühling 1950 in München und Umgebung und wurde am 22. September 1950 im Kölner Residenz-Kino uraufgeführt. Die Berliner Premiere war am 10. Oktober desselben Jahres.
Erwin Gitt übernahm die Produktionsleitung, die Filmbauten gestaltete Ernst H. Albrecht. Walter Rühland sorgte für den Ton.

## Kritik
Im Lexikon des Internationalen Films urteilte: „Mißlungener Versuch einer deutschen Kriminalkomödie: eine verworrene Geschichte, spannungslos inszeniert.“